# Kulturstipendiekatalogen
Kulturstipendiekatalogen, skapades från grunden 1988 genom ett samarbetsprojekt mellan statens kulturråd och KLYS, av kulturrådets medarbetare Johan Anell. Den innehåller i princip samtliga kommunala och statliga stipendier och priser för kulturarbetare, med en beskrivning av vilka som är berättigade att söka. Även ett flertal privata kulturstipendier som kan sökas via näringslivet samt priser och stipendier från de olika akademierna återfinns också i katalogen, som ständigt uppdateras och numera finns på nätet.